# Weining
Weining är ett autonomt härad för yi, hui och miao-folken som lyder under Bijies stad på prefekturnivå i Guizhou-provinsen i sydvästra Kina.
1. ↑  http://www.geohive.com/cntry/CN-52_ext.aspx